# 上名久井館
上名久井館（かみなくいだて）は、青森県三戸郡南部町上名久井にあった日本の城（城館）。別称「名久井館」。

## 沿革
名久井岳の尾根の東端を利用して、馬淵川の右岸の丘陵に東西160メートル×南北100メートルの規模で、館は大館と小古館の二つに分かれている。四周に土塁をめぐらし、南北に掘割を構えていた。
築城時期は不明。戦国時代の城主は東彦左衛門であったといわれ、近くの下名久井館と共に、もとは工藤氏の居城であったが、工藤氏は三戸南部氏と関係が深く、屋敷を東に構えたため、東（ひがし）氏と呼ばれたといわれる。天正19年（1591年）の九戸政実の乱では南部信直方に与した。
天正20年（1592年）の『諸城破却書上』には「糠部郡之内 名久井 平城 南部 中務 持分」とあり、破却はまのがれた。